# Perla Navarrete
Perla Rocío Navarrete Muñoz (Juárez, Chihuahua, México, 23 de marzo de 1994), conocida como Perla Navarrete, es una futbolista mexicana. Juega como mediocampista en Santos Laguna de la Primera División Femenil de México.

## Clubes
| Club          | País   | Año           |
| ------------- | ------ | ------------- |
| Club León     | México | 2018-2019     |
| Tigres UANL   | México | 2019-2020     |
| Santos Laguna | México | 2020-Presente |